# Berta Bonastre
Berta Bonastre Peremateu (Matadepera, Barcelona, 3 de junio de 1992) es una jugadora de hockey sobre hierba española. Disputó los Juegos Olímpicos de Río de Janeiro 2016 con España, obteniendo un octavo puesto y diploma olímpico. Es hermana de la también jugadora internacional Silvia Bonastre y prima de Carlota Petchamé.

## Participaciones en Juegos Olímpicos
- Río de Janeiro 2016, puesto 8.
- Tokio 2020, puesto 7.